# Gnathoncus cavicola
Gnathoncus cavicola är en skalbaggsart som beskrevs av Joseph Henri Adelson Normand 1949.
Gnathoncus cavicola ingår i släktet Gnathoncus och familjen stumpbaggar. Inga underarter finns listade i Catalogue of Life.